# HMS Fryken (A217)
HMS Fryken (A217) var ett svenskt vattentransportfartyg. Fartyget byggdes av Öregrundsvarvet och levererades 1959.